# Radivoje Ognjanović
Radivoje Ognjanović (in serbo Радивоје Oгњaнoвић?; Strošinci, 1º luglio 1938 – Belgrado, 30 agosto 2011) è stato un allenatore di calcio e calciatore jugoslavo, di ruolo attaccante.

## Carriera

### Giocatore

#### Club
Ha iniziato a giocare per il Srem, per poi trasferirsi al Partizan di Belgrado nel 1951; con questa compagine vinse la Coppa di Iugoslavia nel 1951-1952. Passato al Radnički Jugopetrol, vi costruì gran parte della propria fama, realizzando oltre 60 reti ottenendo la convocazione in Nazionale. Una volta lasciata questa società, alternò il ritorno al Partizan con la militanza nei rivali della Stella Rossa, per poi lasciare la patria, andando a giocare in Austria e in Svizzera. Ottenne un successo nella Fußball-Regionalliga con lo Sturm Graz, vincendo la Regionalliga Mitte nella sua unica stagione con la compagine di Graz. Ha concluso poi la sua carriera in Svizzera, prima con il Basilea e infine con il Greenham.

#### Nazionale
Dopo esperienze con la selezione giovanile e con la rappresentativa B, debuttò in Nazionale nel 1957 contro la Romania. Venne inoltre convocato per il campionato del mondo 1958, tenutosi in Svezia: non giocò le prime due partite contro Scozia e Francia, ma fu presente in quello successivo (nel corso del quale segnò la sua unica rete in Nazionale, il 15 giugno contro il Paraguay al ventesimo minuto del primo tempo) e in quello dei quarti di finale contro la Germania Ovest, che sancì l'eliminazione della Jugoslavia dal torneo. La sua ultima presenza internazionale risale al 1959 a Basilea contro la Svizzera.

### Allenatore
Nel 1982 prese la guida del Camerun, reduce da una buona prestazione al Mondiale di Spagna 1982, e lo portò alla vittoria della Coppa d'Africa 1984, giocatasi in Costa d'Avorio; inoltre si qualificò per il Torneo Olimpico di Los Angeles 1984 ma venne eliminato nel primo turno; fu inoltre commissario tecnico della Nazionale di quest'ultimo paese tra il 1989 e il 1992.

## Statistiche

### Cronologia presenze e reti in nazionale
| Cronologia completa delle presenze e delle reti in nazionale ― Jugoslavia | Cronologia completa delle presenze e delle reti in nazionale ― Jugoslavia | Cronologia completa delle presenze e delle reti in nazionale ― Jugoslavia | Cronologia completa delle presenze e delle reti in nazionale ― Jugoslavia | Cronologia completa delle presenze e delle reti in nazionale ― Jugoslavia | Cronologia completa delle presenze e delle reti in nazionale ― Jugoslavia | Cronologia completa delle presenze e delle reti in nazionale ― Jugoslavia | Cronologia completa delle presenze e delle reti in nazionale ― Jugoslavia |
| Data                                                                      | Città                                                                     | In casa                                                                   | Risultato                                                                 | Ospiti                                                                    | Competizione                                                              | Reti                                                                      | Note                                                                      |
| ------------------------------------------------------------------------- | ------------------------------------------------------------------------- | ------------------------------------------------------------------------- | ------------------------------------------------------------------------- | ------------------------------------------------------------------------- | ------------------------------------------------------------------------- | ------------------------------------------------------------------------- | ------------------------------------------------------------------------- |
| 17-11-1957                                                                | Belgrado                                                                  | Jugoslavia                                                                | 2 – 0                                                                     | Romania                                                                   | Qual. Mondiali 1958                                                       | -                                                                         |                                                                           |
| 15-6-1958                                                                 | Eskilstuna                                                                | Paraguay                                                                  | 3 – 3                                                                     | Jugoslavia                                                                | Mondiali 1958 - 1º turno                                                  | 1                                                                         |                                                                           |
| 19-6-1958                                                                 | Malmö                                                                     | Germania Ovest                                                            | 1 – 0                                                                     | Jugoslavia                                                                | Mondiali 1958 - Quarti di finale                                          | -                                                                         |                                                                           |
| 14-9-1958                                                                 | Vienna                                                                    | Austria                                                                   | 3 – 4                                                                     | Jugoslavia                                                                | Amichevole                                                                | -                                                                         |                                                                           |
| 26-4-1959                                                                 | Malmö                                                                     | Svizzera                                                                  | 1 – 5                                                                     | Jugoslavia                                                                | Amichevole                                                                | -                                                                         | 40’                                                                       |
| Totale                                                                    |                                                                           | Presenze                                                                  | 5                                                                         |                                                                           | Reti                                                                      | 1                                                                         |                                                                           |

## Palmarès

### Giocatore

#### Competizioni nazionali
- Coppa di Jugoslavia: 1

Partizan: 1951-1952
- Regionalliga Mitte: 1

Sturm Graz: 1963-1964

### Allenatore
- Coppa d'Africa: 1

Costa d'Avorio 1984